# Christopher Plummer
Christopher Plummer (polno ime Arthur Christopher Orme Plummer), kanadski filmski, gledališki in televizijski igralec, * 13. december 1929, Toronto, Ontario, Kanada, † 5. februar 2021,
Weston, Connecticut.
Christopher Plummer je po filmskem debiju v filmu Stage Struck leta 1958 v več kot pet desetletij dolgi filmski karieri posnel večje število filmov, med drugim Moje pesmi, moje sanje (1965), Battle of Britain (1969), Waterloo (1970), The Return of the Pink Panther (1975), Murder by Decree (1979), Dragnet (1987), Star Trek VI: The Undiscovered Country (1991), Čudoviti um (2001), Nicholas Nickleby (2002), Zaklad pozabljenih (2004), The New World (2005), Inside Man (2006), V višave (2009), The Imaginarium of Doctor Parnassus (2009) in The Girl with the Dragon Tattoo (2011).
Kljub mnogim filmskim, televizijskim in gledališkim vlogam je Plummer najbolj poznan po vlogi aristokratskega vdovca Georga von Trappa v glasbenem filmu Moje pesmi, moje sanje iz leta 1965, kjer je zaigral skupaj z Julie Andrews. V karieri se je lotil tudi različnih televizijskih projektov, med katerimi je najbolj poznana njegova stranska vloga v miniseriji Pesem ptic trnovk iz leta 1983, kjer je upodobil najprej nadškofa, nato pa kardinala Vittoria di Contini-Vercheseja. Upodobil je tudi več zgodovinskih osebnosti, med drugim Arthurja Wellesleyja v filmu Waterloo (1970), Rudyarda Kiplinga v The Man Who Would Be King (1975), Mikea Wallacea v The Insider (1999) in Leva Tolstoja v The Last Station (2009).
Christopher Plummer je prejel številne nagrade in priznanja za svoje delo, med drugim je prejel oskarja, dve nagradi Tony, zlati globus, nagrado SAG in nagrado BAFTA. Leta 2012 je ob prejemu oskarja z 82-imi leti postal najstarejši igralec, ki je kdaj osvojil to nagrado.

## Zgodnje življenje
Christopher Plummer se je rodil 13. decembra 1929 v Torontu v Ontariu kot edini otrok Isabelle Mary (rojene Abbott), ki je delala kot sekretarka dekana na univerzi McGill, in Johna Orma Plummerja, ki je prodajal vrednostne papirje. Po materi je pravnuk nekdanjega kanadskega premierja Sira Johna Abbotta in prapravnuk anglikanskega duhovnika in predsednika McGilla Johna Bethuneja. Kmalu po njegovem rojstvu sta se starša ločila, zato je odraščal pri Abbottovih v Sennevillu v Quebecu izven Montreala. Tukaj se je naučil tekoče govoriti angleško in francosko. Njegova daljna bratranca sta britanski igralec Nigel Bruce, ki je najbolj poznan kot Watson v filmu o Sherlocku Holmesu v režiji Basila Rathbonea, in Sir Michael Bruce, baron in novinar.
Najprej je nameraval postati koncertni pianist, vendar je že v zgodnji mladosti razvil ljubezen do gledališča. Po gledanju filma Henry V iz leta 1944 se je začel ukvarjati z igranjem. V tem času je živel v Pine Avenueu v Montrealu, kjer je obiskoval šolo Montreal High, nato pa se je vpisal na šolo McGill.
Leta 1946 je nastopil kot gospod Darcy v gledališki upodobitvi Prevzetnosti in pristranosti na Montreal Highu. Takrat je nanj postal pozoren gledališki kritik glasila Montreal Gazette Herbert Whittaker. Ta je 18-letnemu Plummerju priskrbel vlogo Ojdipa v Cocteaujevi predstavi La Machine infernale.

## Gledališče

### Broadway
Christopher Plummer je na Broadwayu debitiral januarja 1953 v le takrat izvedeni predstavi The Starcross Story. Naslednja predstava Home is the Hero je doživela 30 izvedb med septembrom in oktobrom 1954. Nastopil je tudi v predstavi The Dark is Light Enough, ki je bila izvedena 69-krat med februarjem in aprilom 1955 in kjer sta v glavni vlogi nastopila legenda Broadwaya Katharine Cornell in filmska legenda Tyron Power. Predstavo so izvedli v več različnih krajih. Kasneje istega leta se je pojavil v svojem prvem broadwayskem hitu ob Julie Harris (ki je osvojila nagrado Tony) v predstavi The Lark po zgodbi Jeana Anouilha. Po neuspešni igri Night of the Auk se je Plummer pojavil v uspešni igri Elie Kazana J.B., ki je nastala po knjižni predlogi s Pulitzerjevo nagrado nagrajenega Archibalda MacLeisha. Plummer je bil za to vlogo nominiran za svojega prvega Tonyja za najboljšega igralca. J.B. je sicer osvojila Tonyja za najboljšo predstavo, Kazan pa ga je dobil za najboljšo režijo.
Po selitvi iz New Yorka v London se je Plummer v šestdesetih letih na Broadwayu pojavljal redkeje. Leta 1963 je nastopil v naslovni vlogi predstave The Resistible Rise of Arturo Ui v režiji Bertolta Brechta, ki pa ni bila uspešna. Nasprotno je velik uspeh doživela predstava The Royal Hunt of the Sun v režiji Petra Shafferja, kjer je Plummer igral konkvistadorja Francisca Pizarra. Vlogo Atahualpe je prevzel David Carradine, ki je prejel nominacijo za Tonyja. V filmski adaptaciji iz leta 1969 je Atahuallpo odigral Plummer. Med majem in junijem 1973 je na Broadwayu igral naslovno vlogo v glasbeni priredbi igre iz leta 1897 Cyrano de Bergerac, ki jo je priredil Edmond Rostand. Igro sta v izvirniku ustvarila Anthony Burgess in Michael J. Lewis. Za to vlogo je Plummer osvojil nagrado Tony za najboljšega igralca in nagrado Drama Desk Award. Kasneje istega leta je nastopil v vlogi Antona Čehova v priredbi Čehovih kratkih zgodb z naslovom The Good Doctor. Igro je ustvaril Neil Simon.
V osemdesetih letih je na Broadwayu igral v dveh Shakespearjevih tragedijah. V Othellu je nastopil v vlogi Iaga ob Jamesu Earlu Jonesu, v Macbethu pa je igral naslovno vlogo, kjer je ob njem igrala Glenda Jackson. Vloga Iaga mu je prinesla novo nominacijo za Tonyja. Leta 1994 je z Jasonom Robardsom nastopil v igri No Man's Land v režiji Harolda Pinterja, tri leta pozneje pa še v uspešni igri Barrymore. Vloga Johna Barrymorja mu je prinesla še drugo nagrado Tony in tudi drugo nagrado Drama Desk Award. Ponovno je bil za Tonyja in Drama Desk Award nominiran leta 2004 za vlogo v Kralju Learju, tri leta pozneje pa še enkrat za Tonyja za vlogo Henryja Drummonda v igri Inherit the Wind.

## Zasebno življenje
Christopher Plummer se je poročil trikrat. Njegova prva žena je bila od leta 1956 igralka Tammy Grimes, s katero ima edino hčer Amando (rojeno leta 1957), ki je prav tako igralka. Kot je navedel v svoji avtobiografiji, s hčerko v njenih zgodnjih in najstniških letih nista imela stikov. Pozneje sta navezala prijateljski odnos. 4. maja 1962 se je poročil z novinarko Patricio Lewis. Ločila sta se leta 1967. S tretjo ženo, britansko plesalko in igralko Elaine Taylor, se je poročil 2. oktobra 1970. Z njo živi v več kot 100 let stari predelani kmečki hiši v Westonu v Connecticutu. Leta 2015 je Plummer svojo nepremičnino v istem kraju prodal za 11,2 milijona dolarjev.
Novembra 2008 je pri Alfredu A. Knopfu izdal spomine z naslovom In Spite of Myself. Plummer je tudi pokrovitelj gledališkega muzeja Kanade.

## Vloge

### Filmi
| Leto | Naslov                                     | Vloga                            | Opombe                                                                                                   |
| ---- | ------------------------------------------ | -------------------------------- | --- |
| 1958 | Stage Struck                               | Joe Sheridan                     | |
| 1958 | Wind Across the Everglades                 | Walt Murdock                     | |
| 1964 | The Fall of the Roman Empire               | Komod                            | |
| 1965 | Moje pesmi, moje sanje                     | Georg von Trapp                  | |
| 1966 | Inside Daisy Clover                        | Raymond Swan                     | |
| 1966 | Triple Cross                               | Eddie Chapman                    | |
| 1967 | The Night of the Generals                  | Erwin Rommel                     | |
| 1967 | Oedipus the King                           | Oedipus                          | |
| 1968 | Nobody Runs Forever                        | Sir James Quentin                | |
| 1969 | Battle of Britain                          | Squadron Leader Colin Harvey     | |
| 1969 | The Royal Hunt of the Sun                  | Atahualpa                        | |
| 1969 | Lock Up Your Daughters!                    | Lord Foppington                  | |
| 1970 | Waterloo                                   | Arthur Wellesley                 | |
| 1973 | The Pyx                                    | Dt. Sgt. Jim Henderson           | |
| 1974 | After the Fall                             | Quentin                          | |
| 1974 | The Happy Prince                           | The Happy Prince                 | Kratki film                                                                                              |
| 1975 | The Spiral Staircase                       | Dr. Joe Sherman                  | |
| 1975 | The Return of the Pink Panther             | Sir Charles Litton               | |
| 1975 | Conduct Unbecoming                         | Major Alastair Wimbourne         | |
| 1975 | The Man Who Would Be King                  | Rudyard Kipling                  | |
| 1975 | Sarajevski atentat                         | Franc Ferdinand                  | |
| 1976 | Aces High                                  | Captain 'Uncle' Sinclair         | |
| 1977 | The Assignment                             | Captain Behounek                 | |
| 1977 | The Disappearance                          | Deverell                         | |
| 1977 | Silver Blaze                               | Sherlock Holmes                  | |
| 1978 | The Silent Partner                         | Harry Reikle                     | |
| 1978 | International Velvet                       | John Seaton                      | |
| 1979 | Starcrash                                  | The Emperor                      | |
| 1979 | Murder by Decree                           | Sherlock Holmes                  | Nagrada Genie za najboljšega glavnega igralca                                                            |
| 1979 | Hanover Street                             | Paul Sellinger                   | |
| 1980 | Somewhere in Time                          | William Fawcett Robinson         | |
| 1981 | Eyewitness                                 | Joseph                           | |
| 1981 | The Amateur                                | Professor Lakos                  | Nominiran za nagrado Genie za najboljšega glavnega igralca                                               |
| 1984 | Lily in Love                               | Fitzroy Wynn / Roberto Terranova | Alternativni angleški naslov Playing for Keeps, madžarski naslov Játszani kell, režija Károly Makk       |
| 1984 | Dreamscape                                 | Bob Blair                        | |
| 1984 | Highpoint                                  | James Hatcher                    | |
| 1984 | Terror in the Aisles                       | arhivski posnetek                | Dokumentarec                                                                                             |
| 1984 | Ordeal by Innocence                        | Leo Argyle                       | |
| 1986 | The Boy in Blue                            | Knox                             | |
| 1986 | The Boss' Wife                             | Mr. Roalvang                     | |
| 1986 | An American Tail                           | Henri                            | Posodil glas                                                                                             |
| 1986 | Vampire in Venice                          | Professor Paris Catalano         | |
| 1987 | Dragnet                                    | Reverend Jonathan Whirley        | |
| 1987 | I Love N.Y.                                | John Robertson Yeats             | |
| 1987 | The Man Who Planted Trees                  | pripovedovalec                   | |
| 1987 | The Gnomes' Great Adventure                | pripovedovalec                   | |
| 1988 | Light Years                                | Metamorphis                      | |
| 1988 | Shadow Dancing                             | Edmund Beaumont                  | |
| 1988 | The Making of a Legend: Gone with the Wind | pripovedovalec                   | Dokumentarec                                                                                             |
| 1989 | Souvenir                                   | Ernst Kestner                    | |
| 1989 | Mindfield                                  | Doctor Satorius                  | |
| 1989 | Kingsgate                                  |                                  | |
| 1990 | Where the Heart Is                         | Jerry                            | |
| 1990 | Red Blooded American Girl                  | Dr. John Alcore                  | |
| 1990 | Money                                      | Martin Yahl                      | |
| 1991 | Firehead                                   | Colonel Garland Vaughn           | |
| 1991 | Rock-a-Doodle                              | Grand Duke                       | Posodil glas                                                                                             |
| 1991 | Zvezdne steze 6: Nepoznana dežela          | General Chang                    | |
| 1992 | Impolite                                   | Naples O'Rorke                   | Nominiran za nagrado Genie za najboljšega stranskega igralca                                             |
| 1992 | Malcolm X                                  | Chaplain Gill                    | |
| 1992 | Liar's Edge                                | Harry Weldon                     | |
| 1994 | Wolf                                       | Raymond Alden                    | |
| 1994 | Crackerjack                                | Ivan Getz                        | |
| 1995 | Dolores Claiborne                          | Det. John Mackey                 | |
| 1995 | 12 Monkeys                                 | Dr. Goines                       | |
| 1996 | The Conspiracy of Fear                     | Joseph Wakeman                   | |
| 1997 | Babes in Toyland                           | Barnaby Crookedman               | Posodil glas                                                                                             |
| 1998 | Hidden Agenda                              | Ulrich Steiner                   | |
| 1998 | The First Christmas                        | pripovedovalec                   | |
| 1998 | Blackheart                                 | Holmes                           | |
| 1998 | The Clown at Midnight                      | Mr. Caruthers                    | |
| 1999 | Madeline: Lost in Paris                    | pripovedovalec                   | |
| 1999 | The Insider                                | Mike Wallace                     | Osvojenih več nagrad in nominacij                                                                        |
| 2000 | Dracula 2000                               | Abraham Van Helsing              | |
| 2001 | Lucky Break                                | Graham Mortimer                  | |
| 2001 | Čudoviti um                                | Dr. Rosen                        | Nominiran za nagrado Screen Actors Guild                                                                 |
| 2001 | Full Disclosure                            | Robert Lecker                    | |
| 2002 | Ararat                                     | David                            | Nominiran za nagrado Genie za najboljšega glavnega igralca                                               |
| 2002 | Nicholas Nickleby                          | Ralph Nickleby                   | Osvojena nagrada                                                                                         |
| 2003 | Blizzard                                   | Božiček                          | Nominiran za nagrado Genie za najboljšega stranskega igralca                                             |
| 2003 | The Gospel of John                         | pripovedovalec                   | |
| 2003 | Cold Creek Manor                           | Mr. Massie                       | |
| 2004 | Zaklad pozabljenih                         | John Adams Gates                 | |
| 2004 | Alexander                                  | Aristotel                        | |
| 2005 | Must Love Dogs                             | Bill Nolan                       | |
| 2005 | Syriana                                    | Dean Whiting                     | |
| 2005 | The New World                              | Captain Newport                  | |
| 2006 | Inside Man                                 | Arthur Case                      | |
| 2006 | The Lake House                             | Simon Wyler                      | |
| 2006 | American Experience                        | pripovedovalec/James Tyrone      | |
| 2007 | Man in the Chair                           | Flash Madden                     | |
| 2007 | Closing the Ring                           | Jack                             | |
| 2007 | Emotional Arithmetic                       | David Winters                    | Nominiran za nagrado Genie za najboljšega glavnega igralca                                               |
| 2007 | Already Dead                               | Dr. Heller                       | |
| 2009 | Caesar and Cleopatra                       | Gaj Julij Cezar                  | |
| 2009 | V višave                                   | Charles Muntz                    | Posodil glas                                                                                             |
| 2009 | My Dog Tulip                               | J.R. Ackerley                    | Posodil glas                                                                                             |
| 2009 | 9                                          | 1                                | Posodil glas                                                                                             |
| 2009 | The Imaginarium of Doctor Parnassus        | Doctor Parnassus                 | |
| 2009 | The Last Station                           | Lev Nikolajevič Tolstoj          | Nominiran za več nagrad, med drugim za oskarja in zlati globus                                           |
| 2010 | Beginners                                  | Hal Fields                       | Oskar za najboljšega stranskega igralca, nagrada BAFTA in še več drugih nagrad, nominacije za več nagrad |
| 2011 | Priest                                     | Monsignor Orelas                 | |
| 2011 | Barrymore                                  | John Barrymore                   | |
| 2011 | The Girl with the Dragon Tattoo            | Henrik Vanger                    | |
| 2013 | The Legend of Sarila                       | Croolik                          | Posodil glas                                                                                             |
| 2014 | Elsa & Fred                                | Fred Barcroft                    | |
| 2014 | Hector and the Search for Happiness        | Professor Coreman                | |
| 2014 | The Forger                                 | Joseph Cutter                    | |
| 2015 | Danny Collins                              | Frank Grubman                    | |
| 2015 | Pixies                                     | Pixie King                       | Posodil glas                                                                                             |
| 2015 | Remember                                   | Zev Guttman                      | |
| 2016 | The Exception                              | Viljem II. Nemški                | |
| 2016 | Howard Lovecraft and the Frozen Kingdom    | Dr. West                         | Posodil glas                                                                                             |
| 2017 | Boundaries                                 | Jack                             | V postprodukciji                                                                                         |
| 2017 | The Star                                   | Herod Veliki                     | Posodil glas, v postprodukciji                                                                           |
| 2017 | The Man Who Invented Christmas             | Ebenezer Scrooge                 | V produkciji                                                                                             |